# Brilliance M2
Brilliance M2 (BS4) — среднеразмерный легковой автомобиль, выпускаемый китайской автомобилестроительной компанией Brilliance в 2006—2015 годах.

## История
Автомобиль Brilliance M2 был разработан Brilliance China Auto. Дизайн кузова был разработан ателье Pininfarina. В 2009 году Всеобщий немецкий автомобильный клуб ADAC провёл краш-тест модели в соответствии с новыми правилами Euro NCAP и она не получила ни одной звезды из-за отсутствия в оснащении электронной системы контроля устойчивости автомобиля (ESC). Но даже при её наличии, по результатам удара модель смогла бы набрать максимум три балла из пяти, что является очень низким результатом для машины такого класса.
В 2008 году бельгийский дизайнер Лоуи Вермеерш разработал автомобиль с кузовом универсал. Производство завершилось в 2015 году по причине низких рейтингов.

## Особенности
За всю историю производства автомобиль Brilliance M2 оснащался бензиновыми двигателями внутреннего сгорания Mitsubishi. Модификации — 1.6 MT, 1.6 MT Deluxe, 1.8 MT, 1.8 MT Deluxe, 1.8 AT, 1.8 MT Deluxe и 1.18 AT Premium.

## Другая информация
В Северной Корее автомобиль Brilliance M2 производился под названием Pyeonghwa Hwiparam II (Пхёнхва Моторс).

## Галерея

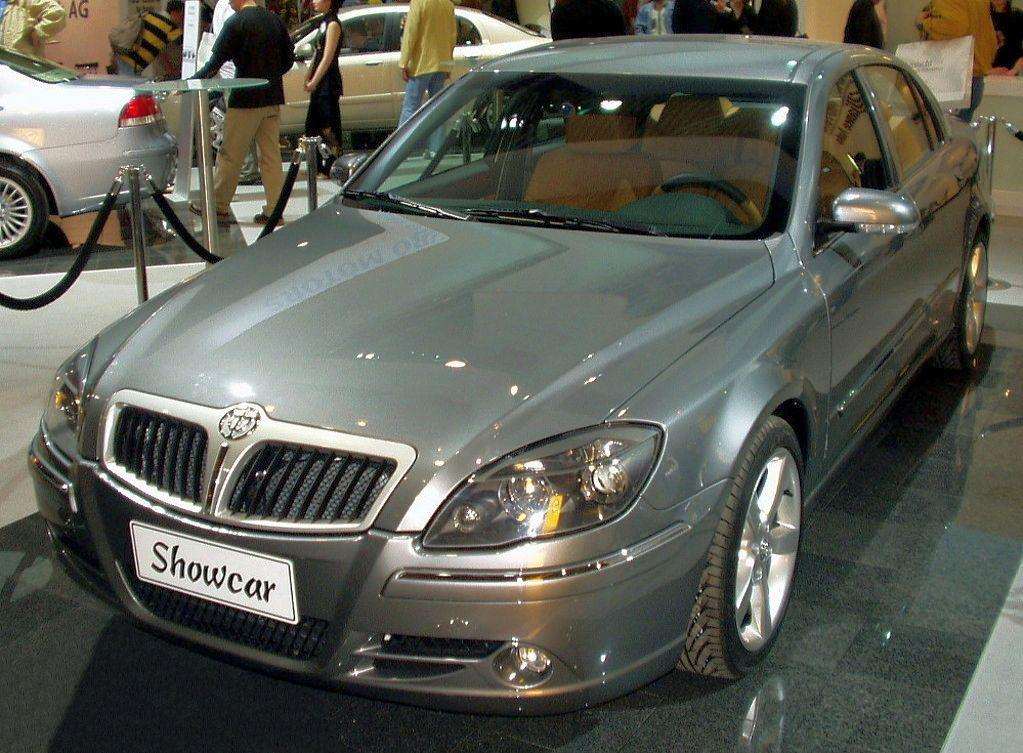
Zhonghua Showcar
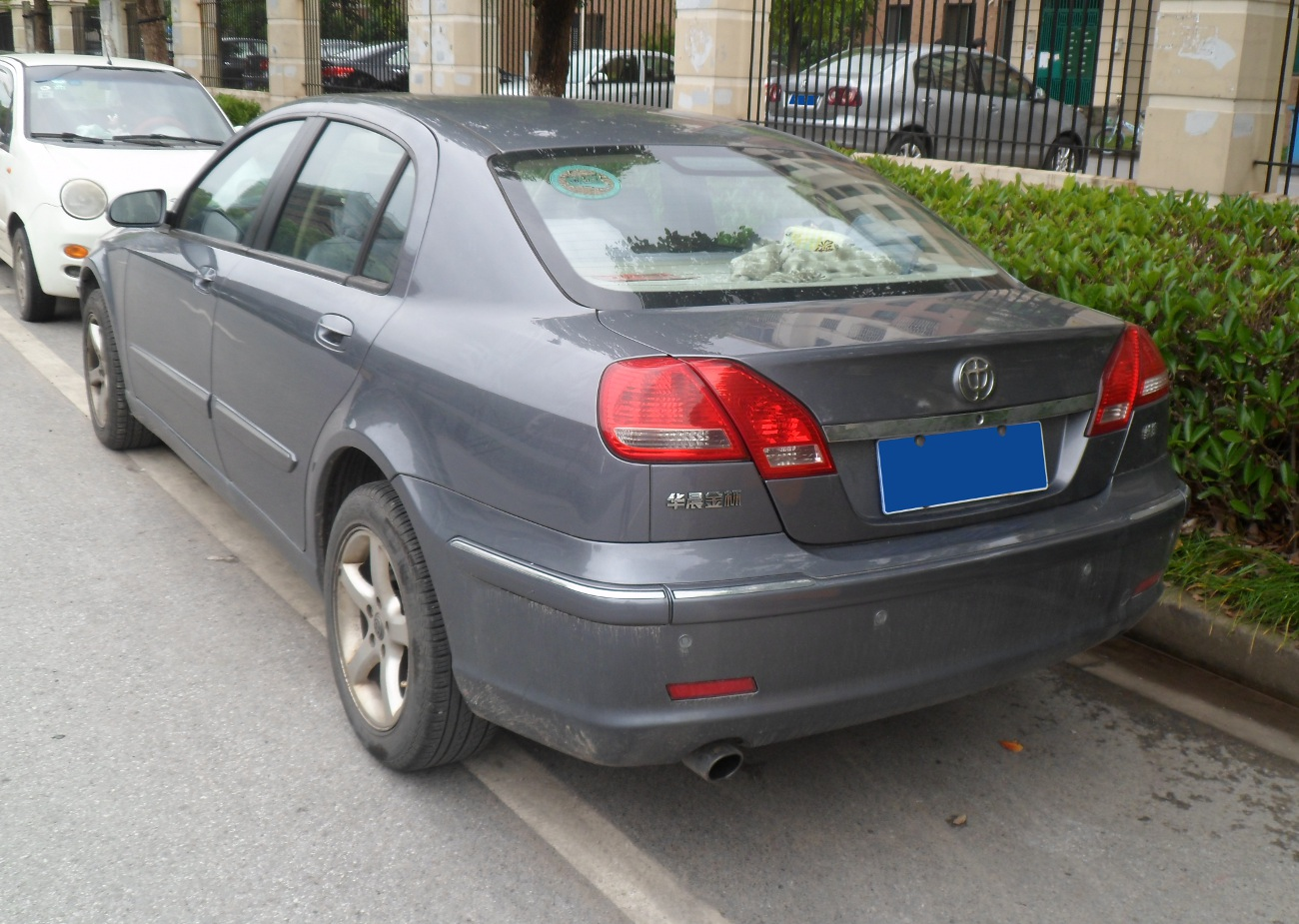
Brilliance Junjie
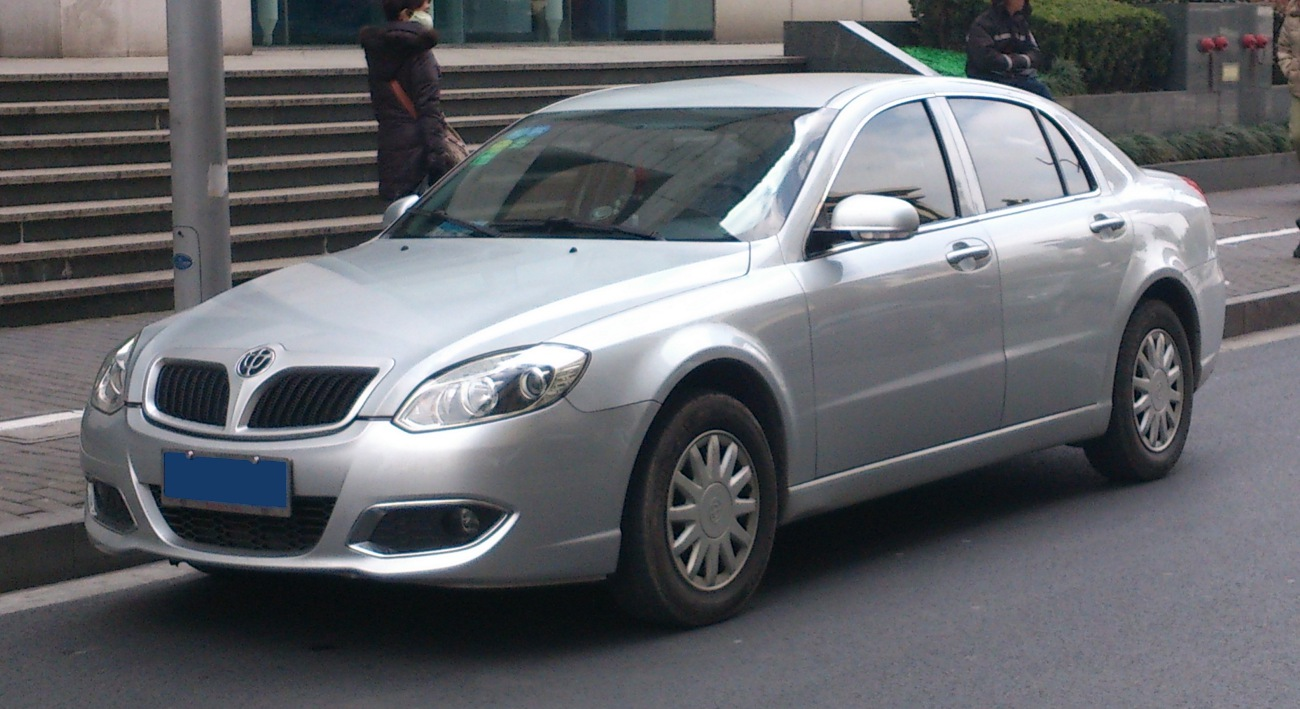
Brilliance Junjie после фейслифтинга (вид спереди)
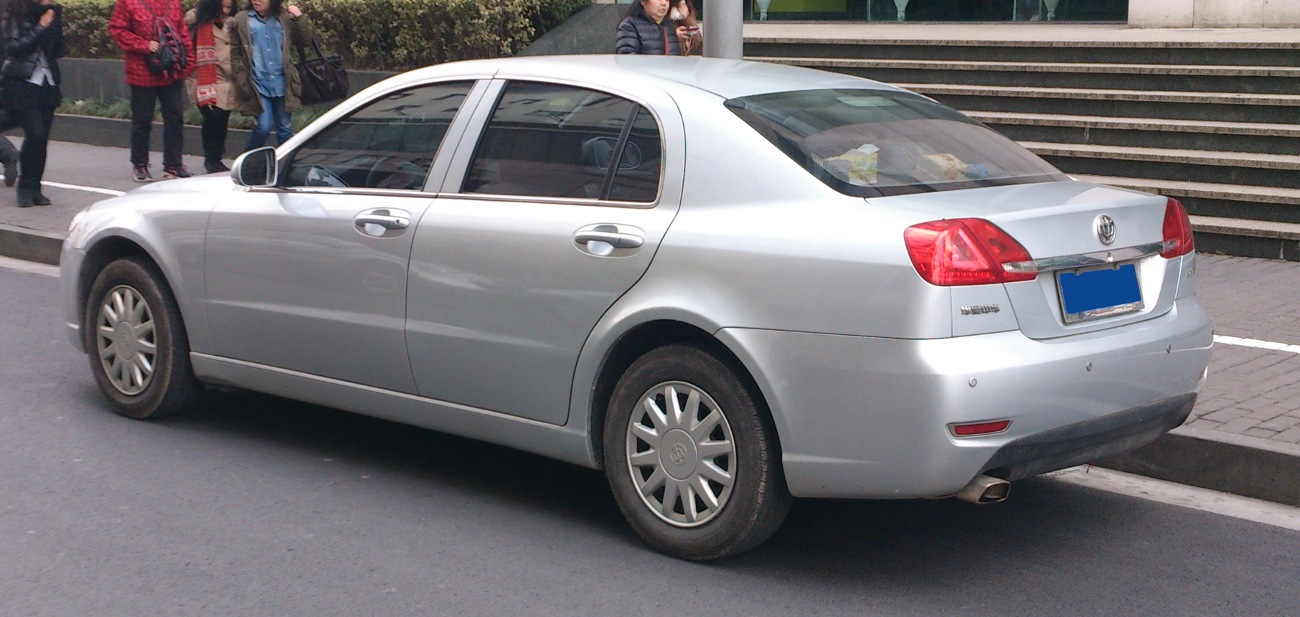
Brilliance Junjie после фейслифтинга (вид сзади)
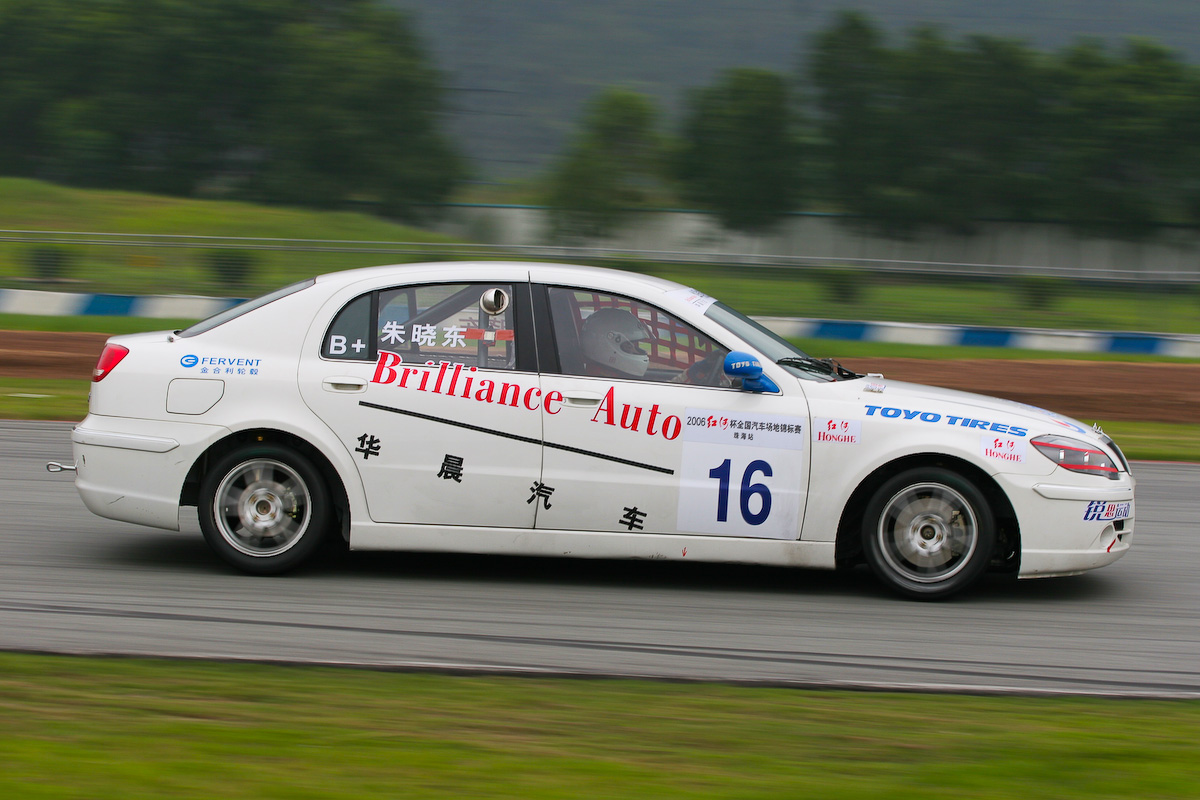
Гоночный автомобиль
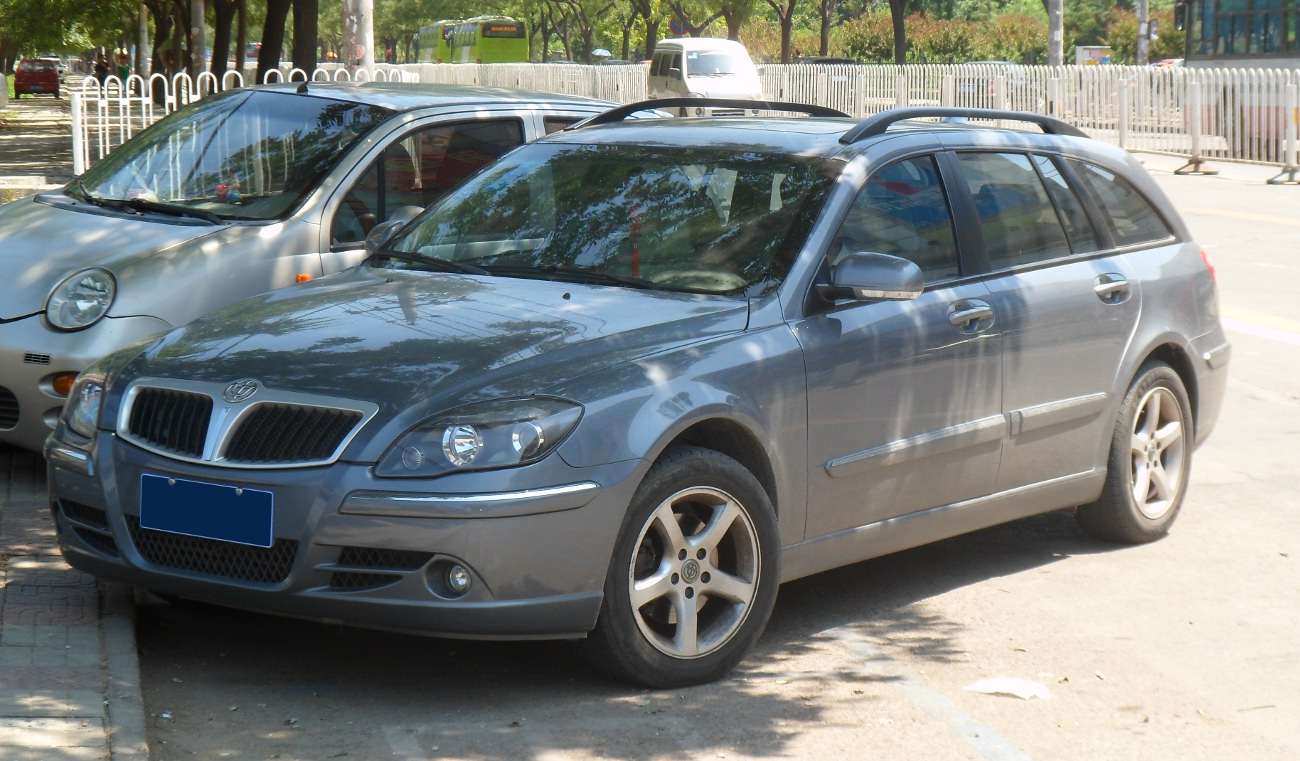
Универсал Brilliance Junjie Wagon (вид спереди)
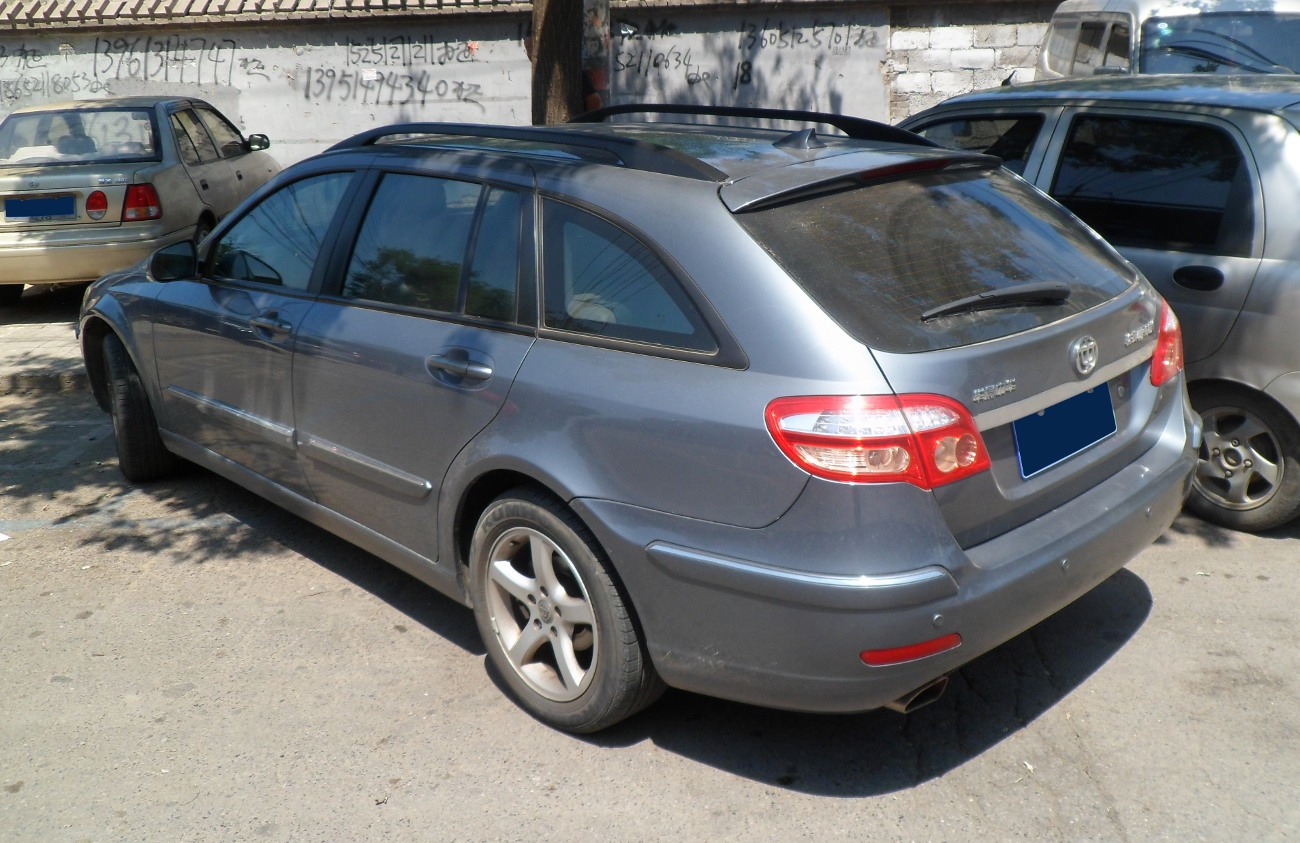
Универсал Brilliance Junjie Wagon (вид сзади)
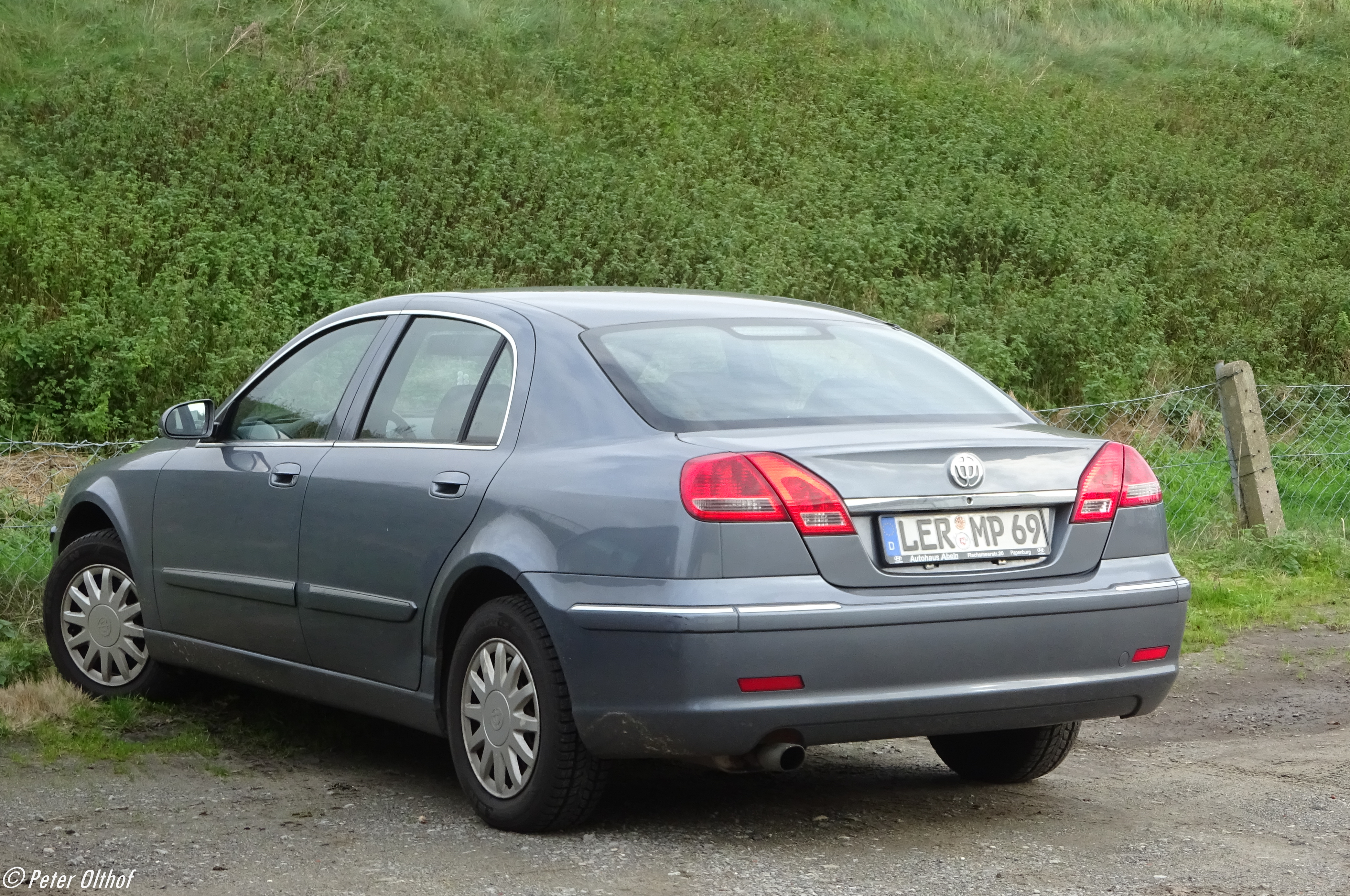
Brilliance BS4 в Германии (вид сзади)
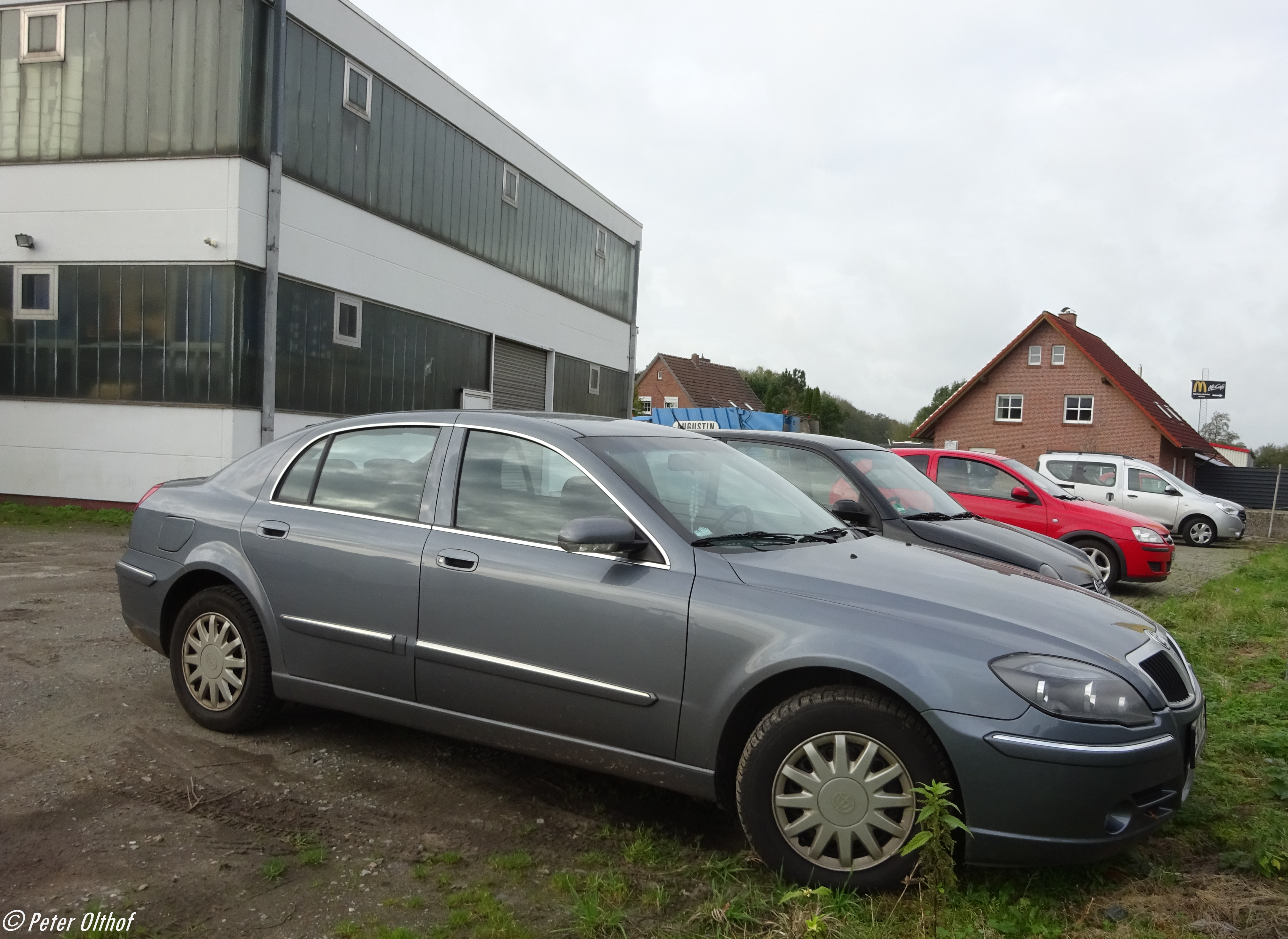
Brilliance BS4 в Германии (вид спереди)
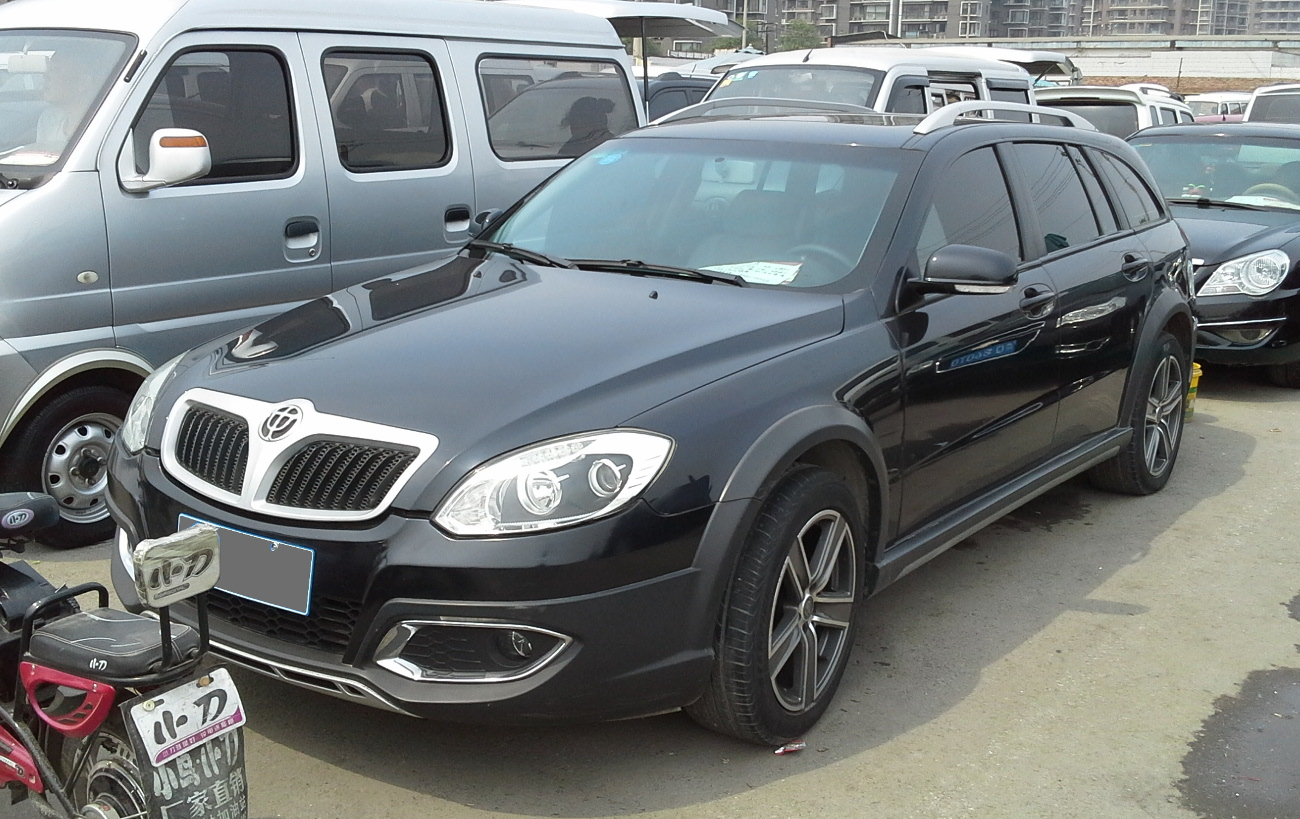
Чёрный Brilliance Junjie Wagon
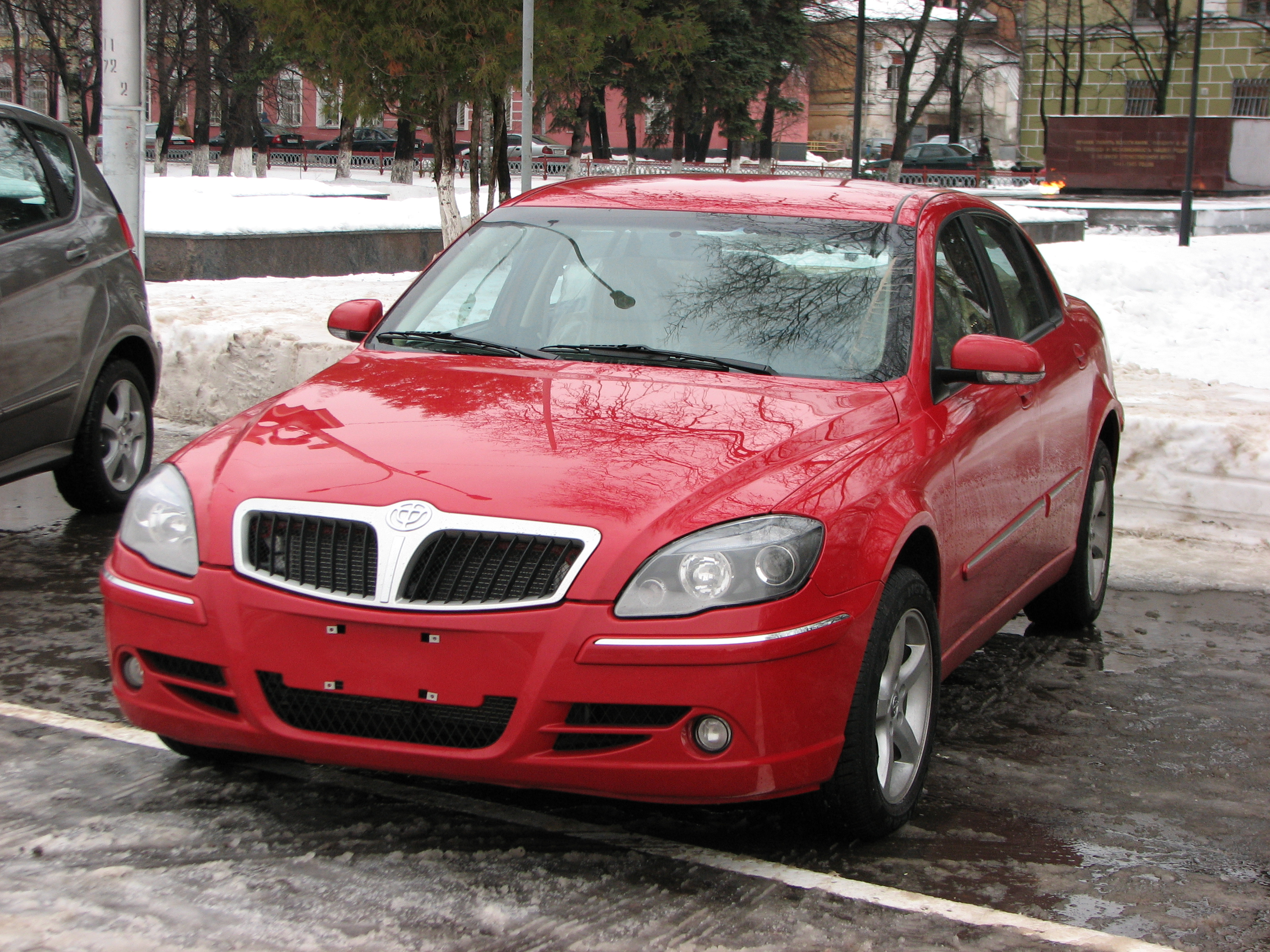
Красный Brilliance M2
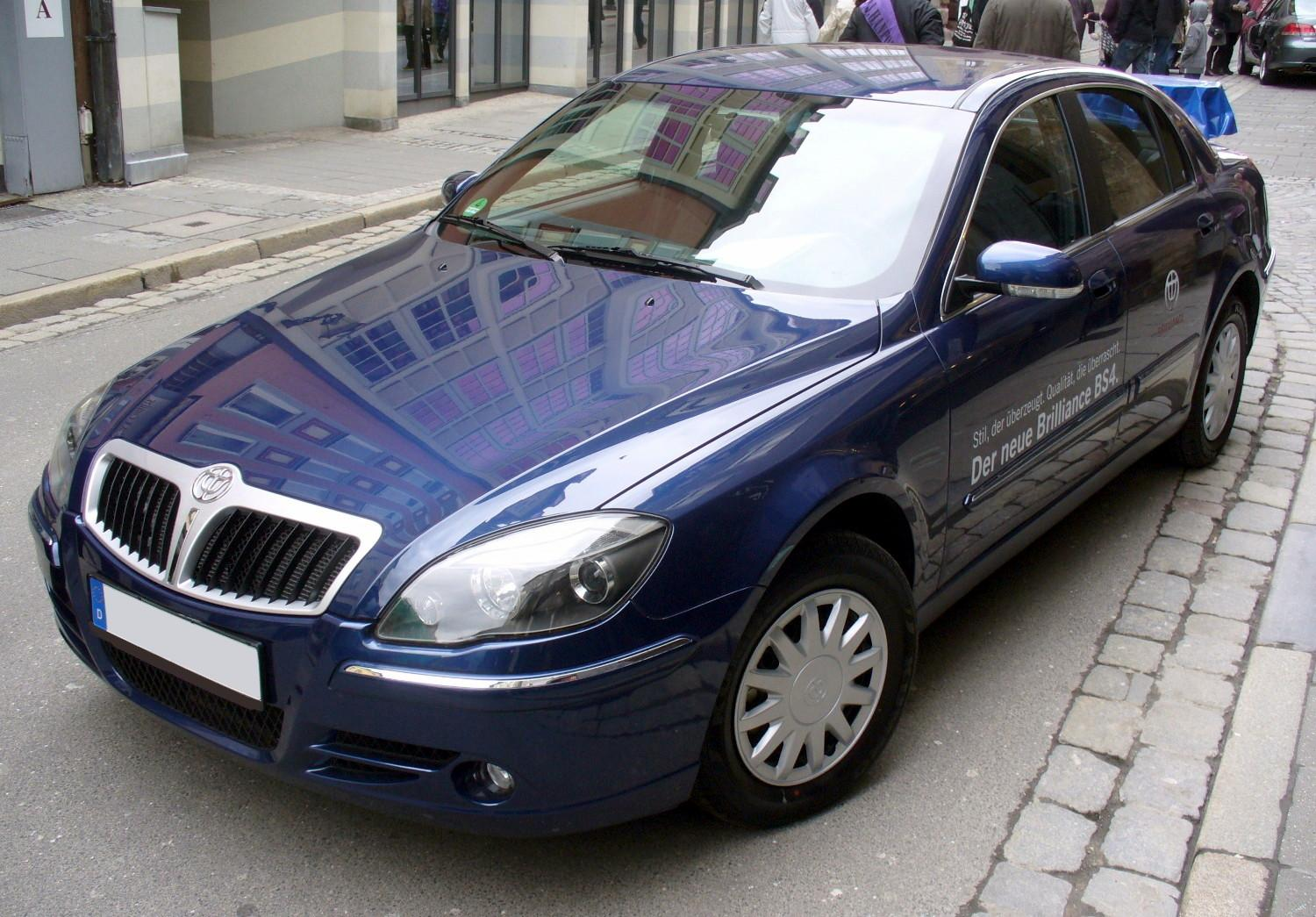
Синий Brilliance BS4 (вид спереди)
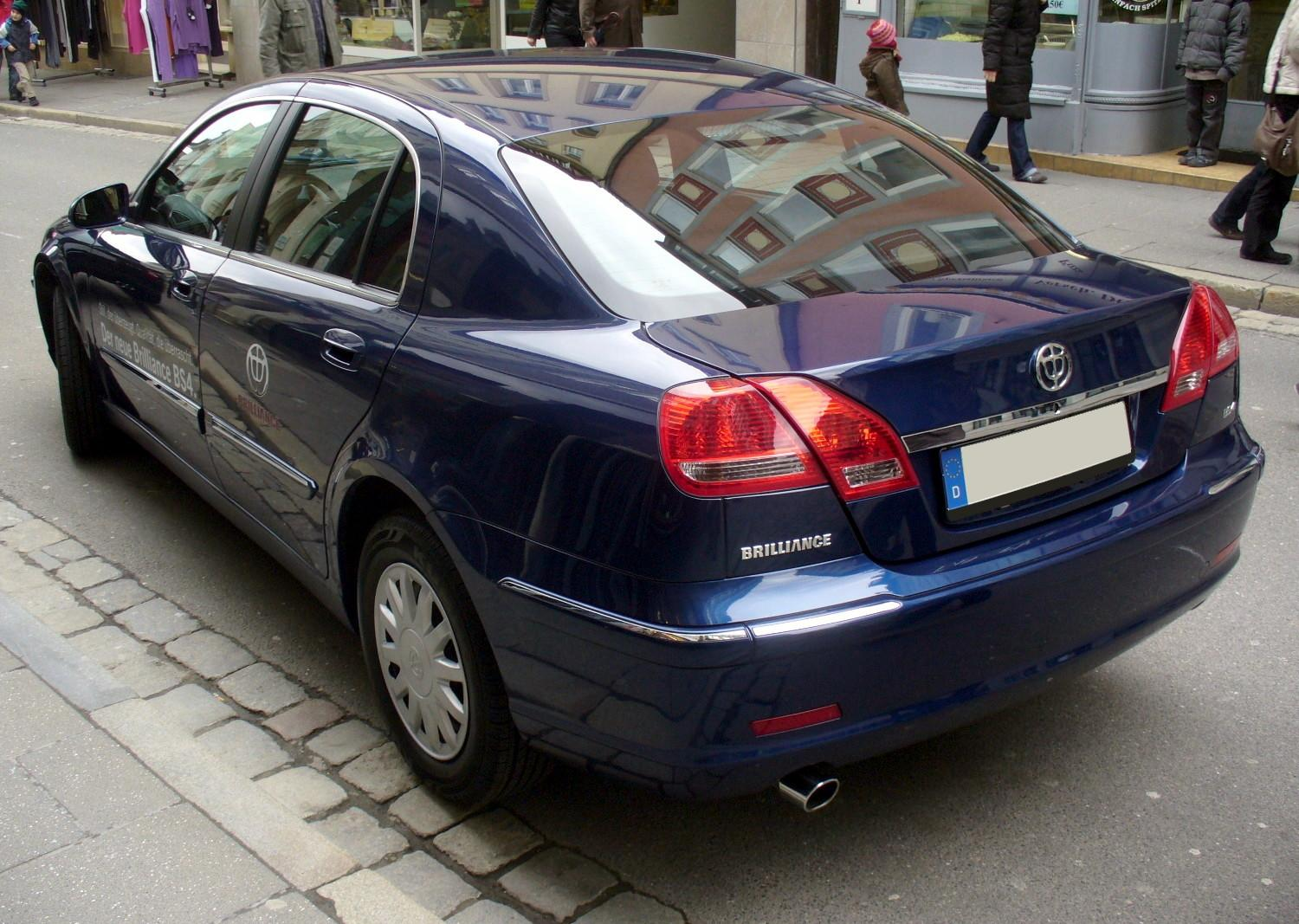
Синий Brilliance BS4 (вид сзади)
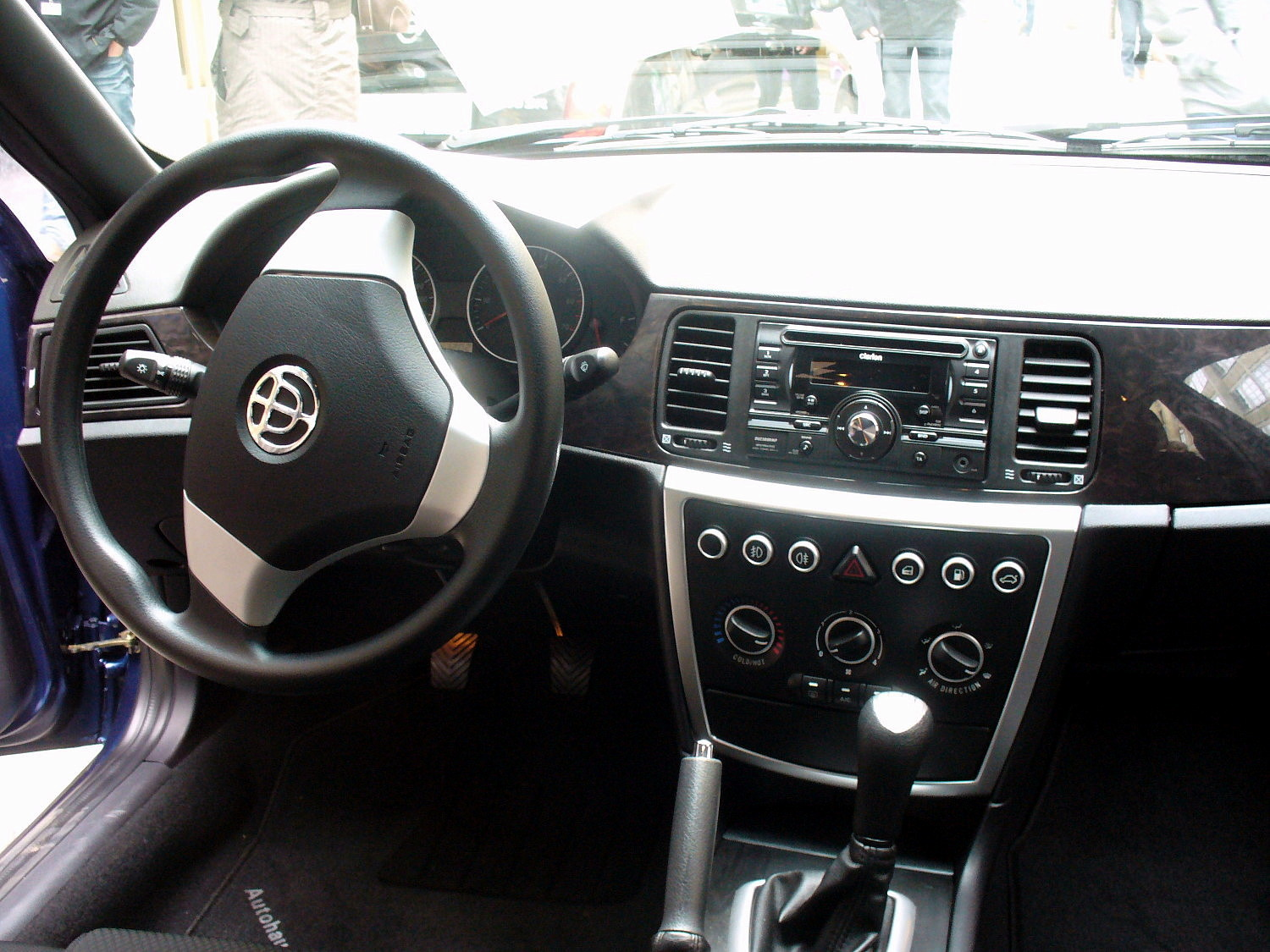
Место водителя